# Captain Commando
Capitão Comando é jogo de arcade produzido pela Capcom em 1991, tendo como personagem principal Captain Commando (Capitão Comando). É um jogo no estilo beat 'em up, que se passa em Metro City (mesma cidade de Final Fight) no ano de 2026.

## Origens
O personagem Captain Commando (cujas 3 letras iniciais de cada nome formam o nome da empresa, Capcom) surgiu ainda em meados dos anos 80, como um tipo de mascote nos livretos que acompanhavam cartuchos de jogos da Capcom para o Nintendo 8 bits.

## Objetivo
O jogador escolhe um dos 4 membros do "Team Commando": Captain Commando, Ginzu (na versão japonesa Shô), Jennet (Mack) ou Hoover (Baby Head). Os Commandos devem combater um exército de super criminosos geneticamente modificados, atravessando diversos lugares como um banco, um museu e um aquário, entre outros lugares. Sua aventura os levará a uma jornada interplanetária em Calisto, onde o diabólico engenheiro genético "Scumocide" (conhecido na versão japonesa como "Genocide") os espera.

## Personagens

### Time Commando
- Captain Commando (Capitão Comando): líder da equipe, sua roupa permite que ele lance chamas e manipule a eletricidade através de suas luvas de energia (o que o capitão chama de "Captain Thunder").
- Mack (Múmia): múmia alienígena que utiliza facas, seu forte é a força física. Quando mata um inimigo, o corpo é derretido, como que por um ácido.
- Hoover (Baby): literalmente, o cérebro. Um bebê inteligente que utiliza um robo com armadura mecânica com mísseis e golpes de luta livre.
- Ginzu [Shô] (Ninja): ao que tudo indica é o braço direito do Capitão. Suas habilidades são relacionadas à arte do Ninjutsu.

## Chefes
- Dolg - Um homem de estatura elevada, com roupas glam rock é o chefe da primeira fase na cidade. Foi roubar o banco. Outra versão dele aparece logo antes da luta com o chefe final.
- Shtrom Jr. - Ele é o chefe da fase 2 no Museu, uma pessoa animalesca com a pele laranja e cabelos verdes, usa uma arma de cano longo.
- Yamato - O chefe da fase 3, a Casa Ninja. Ele tem uma rivalidade com Ginzu e luta com muitos ninjas ao seu lado.
- Monster - O chefe do da fase 4, Circus. Ele é um homem transformado em um monstro volumoso pelo Dr. TW, tem a pele verde e três olhos, e força superior à força humana.
- Dr. TW - O chefe da fase 5, Seaport. Após a derrota do monstro, ele tenta escapar em um barco de velocidade.
- Shtrom e Druk- Eles são os chefes da fase 6. Ele é como Shturm Jr., mas com a pele rosa e cabelos loiros. Poderia ser pai Shtrom Jr. Druk tem a pele azul e cabelos ruivos.
- Blood - O chefe de fase 7, Underground Base. Um homem sem camisa, usa calça de uniforme militar e coturno, tem braços muito fortes.
- Doppel - O chefe da fase 8, Nave Espacial. Um homem gordo em um terno verde que imita a aparência e os movimentos do jogador, e tem o poder de se multiplicar. Seu nome é derivado de "Doppelgänger" (sósia, em alemão).
- Scumocide (Genocídio no Japão) - O antagonista principal, e o chefe da fase 9 (Planeta Calisto). Scumocide é o líder dos criminosos Super. Ele ataca com os poderes combinados de fogo e gelo.

## Inimigos comuns
- Wooky - Um inimigo com roupas verdes. Alguns deles montam robôs.
- Eddy - O mesmo que Wooky, mas com roupas roxas e ataques melhorados.
- Dick - O mesmo que Wooky, mas com roupas azuis e equipados com armas. Eles não aparecem na versão SNES.
- Carol e Brenda - Duas mulheres com pouca roupa que atacam com eletricidade. Carol tem cabelo rosa e Brenda é loiro.
- Ir e Sonie - Thugs com facas. Ir usa um casaco amarelo e Sonie uma jaqueta vermelha.
- Samson e Organo - inimigos violentos com baixa inteligência. Samson tem roupas azuis e Organo roupas vermelhas.
- Marbin - Pequeno homem gordo, careca que cospe fogo.
- Mardia - Uma mulher musculosa de cabelo vermelho que faz uso de ataques projetando rios de lodo verde.
- Kojiro - Ninja com roupas vermelhas que ataca com socos e chutes. Seu nome é baseado no Sasaki Kojirō.
- Sasuke - Ninja com roupa verde que ataca com sua espada. Seu nome é baseado no Sarutobi Sasuke.
- Hanzo - Ninja com roupas azuis e tem ataques com shurikens. Seu nome é baseado no Hattori Hanzō.
- Musashi - Um grande samurai com uma espada. Seu nome é baseado em Miyamoto Musashi.
- Z - Um alienígena prateado, usa ataques com garras longas.

## Recepção
No lançamento,  Famicom Tsūshin  marcou a versão Super Famicom do jogo a 21 de 40.Em 2013, o jogo arcade original foi classificado como o 21º videogame de maior sucesso de todos os tempos pela Heavy.com.
- Em Novembro de 2024 foi lançado uma atualização para o jogo Langrisser Mobile onde temporariamente pode-se obter os personagens de Captain Commando como personagens utilizáveis.